# Cmentarz wojskowy w Nawozie
Cmentarz wojskowy w Nawozie – cmentarz wojskowy z I wojny światowej zlokalizowany w miejscowości Nawóz w powiecie zamojskim (województwo lubelskie), po zachodniej stronie drogi w kierunku Stawu Noakowskiego.

## Architektura
Cmentarz na rzucie trójkąta prostokątnego ma powierzchnię 0,08 hektara, mieszcząc jedną mogiłę indywidualną (żołnierz austrowęgierski), dwanaście zbiorowych austrowęgierskich i siedem zbiorowych rosyjskich. Przy kwaterach zbiorowych stoją metalowe krzyże, odpowiednio: łaciński i prawosławny. Nekropolię otoczono kamiennym, niewysokim murem z metalową furtką (betonowe schody). Mur ma długość 114 m.b., wysokość metra i szerokość 0,5 metra. Na cmentarzu pochowano 325 żołnierzy austrowęgierskich i 275 rosyjskich, poległych w 1915 w trakcie walk nad Wieprzem. Obiekt remontowano w latach 1995-1996 (fundacja Czarny Krzyż sfinansowała wówczas krzyże metalowe). W 1989 na terenie nekropolii rósł starodrzew: dąb (obwód pnia: 0,4 metra), modrzew (0,5 metra) i pięć topoli (0,25-0,30 metra).

## Galeria

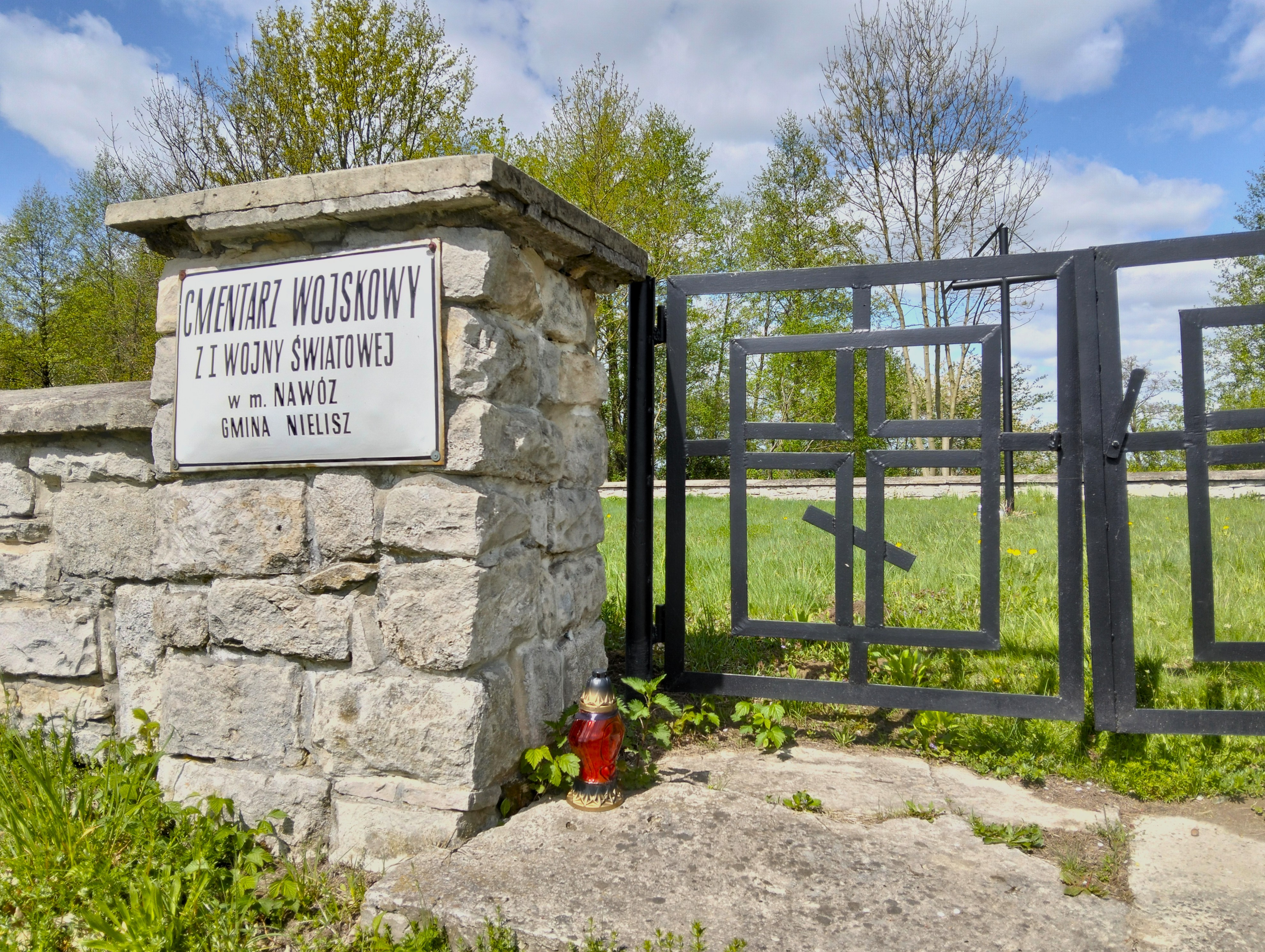
Brama wejściowa
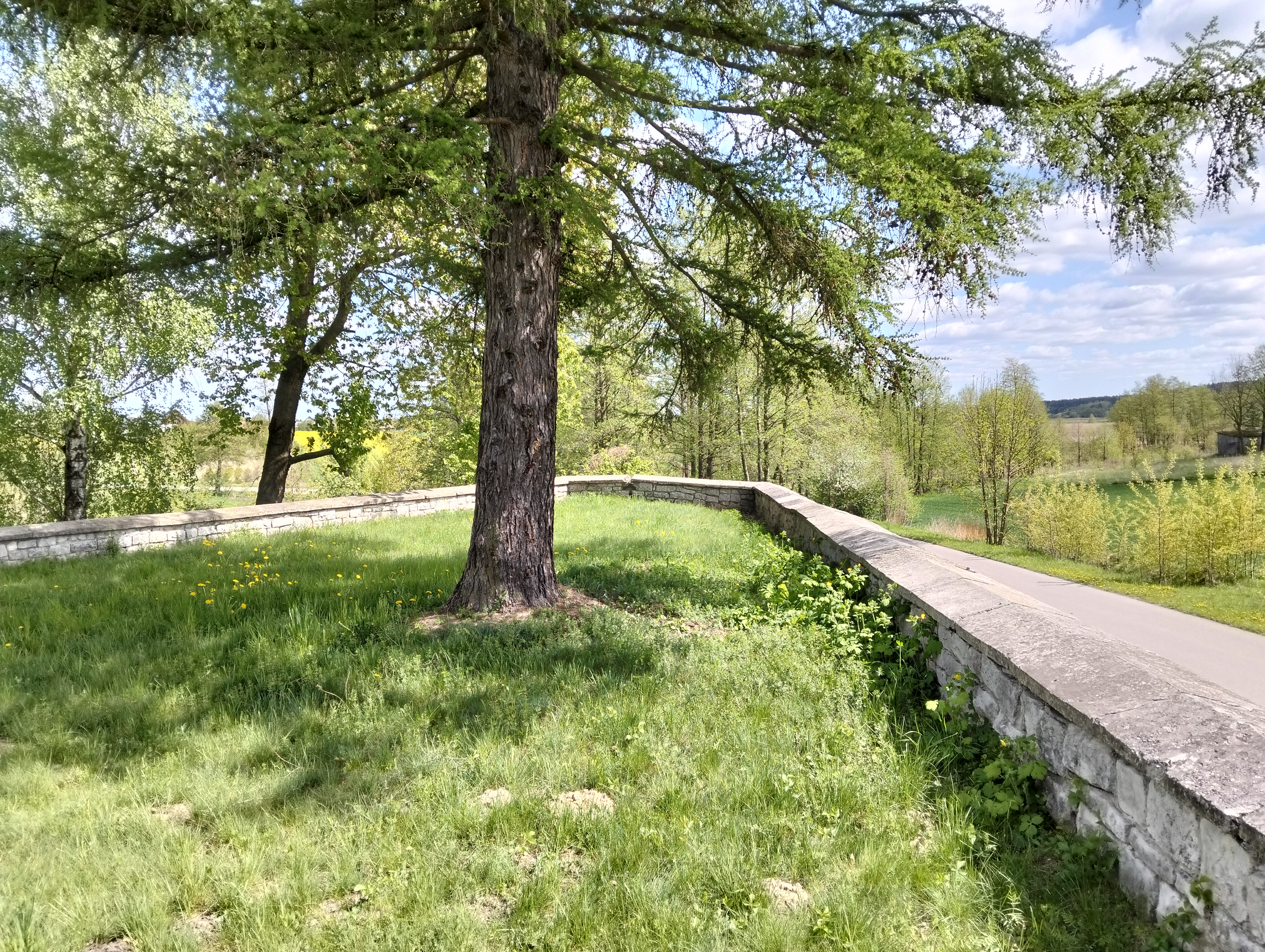
Część wschodnia